# Scott MacArthur
Scott MacArthur, né le 6 août 1979 à Chicago, dans l'Illinois, est un acteur américain.

## Filmographie

### Cinéma
- 2011 : Answers to Nothing : Allan
- 2012 : Good Satan : Frank
- 2012 : The Longer Day of Happiness : Bob
- 2012 : The Motel Life : Officier Mori
- 2013 : Ghost Team One : Elder Ammon
- 2013 : Coldwater : Gillis
- 2015 : The Diabolical : Officier Chambers
- 2019 : Le Bout du monde : Lou
- 2019 : El Camino : Un film Breaking Bad : Neil
- 2020 : The Starling : Ralph
- 2020 : Chuck Hank and the San Diego Twins : Marcel
- 2020 : The Babysitter: Killer Queen : Leeroy
- 2021 : Halloween Kills de David Gordon Green : Big John
- 2023 : Le Challenge (No Hard Feelings) de Gene Stupnitsky

### Télévision
- 2006 : Numbers (1 épisode)
- 2008 : Médium : Anton (1 épisode)
- 2008 : Mad Men : Jim (1 épisode)
- 2011 : Jimmy Kimmel Live! : Marine et Hap (2 épisodes)
- 2011-2012 : How to Be a Gentleman : Tom (2 épisodes)
- 2012 : Body of Proof : Rob Martin (1 épisode)
- 2012 : NCIS : Los Angeles : Neil Barlow (1 épisode)
- 2013 : NCIS : Enquêtes spéciales (1 épisode)
- 2014 : The Mindy Project : Bush (1 épisode)
- 2016 : Angie Tribeca : Gordon Manhattan (1 épisode)
- 2017-2018 : Very Bad Nanny : Jimmy (36 épisodes)
- 2019 : The Righteous Gemstones : Scotty / Le Diable (8 épisodes)

2025: La Meneuse , Ness Gordon (saison 1) 